# Melodi Grand Prix 2009
El XLVII Melodi Grand Prix se celebró en Oslo el 21 de febrero de 2009, organizado por la NRK para escoger al representante de Noruega en el Festival de la Canción de Eurovisión 2009. El ganador fue Alexander Rybak con la canción Fayritale, y con esta canción noruega ganó en 2009 su tercer Festival de Eurovisión. Alexander Rybak, compositor de su propia canción, ganó con una ventaja considerable tanto el Melodi Grand Prix como el Festival de Eurovisión.
El concurso fue presentado por la ganadora del año anterior, Maria Haukaas Storeng.

## Semifinales
Antes de la final se celebraron semifinales en Kongsvinger (24 de enero), Bodø (31 de enero) y Grenland (7 de enero). Los dos primeros de cada semifinal pasaron a la final, y el tercero y el cuarto de cada semifinal compitieron por los dos puestos que quedaban en una repesca en Ålesund el 14 de febrero.

## Final
La final se celebró en el Oslo Spektrum el 21 de febrero de 2009.
| N.º | Artista            | Canción             | Música                                             | Letra                                              | Posición | Puntos  |
| --- | ------------------ | ------------------- | -------------------------------------------------- | -------------------------------------------------- | -------- | ------- |
| 1.  | Espen Hana         | «Two of a Kind»     | Trond Andreassen y Christian Bloom                 | Trond Andreassen                                   |          |         |
| 2.  | Ovi Martin         | «Seven Seconds»     | Simone Larsen                                      | Simone Larsen                                      |          |         |
| 3.  | Publiners          | «Te stein»          | Olav Nygaard, Morten Horn y Ronny Bertelsen        | Bertil Bertelsen                                   | 4        | 62 683  |
| 4.  | Alexander Stenerud | «Find My Girl»      | Alexander Stenerud                                 | Alexander Stenerud                                 | 3        | 73 080  |
| 5.  | Velvet             | «Tricky»            | Hanne Sørvaag y N2, Niklas Bergwall y Niclas Kings | Hanne Sørvaag y N2, Niklas Bergwall y Niclas Kings |          |         |
| 6.  | Alexander Rybak    | «Fairytale»         | Alexander Rybak                                    | Alexander Rybak                                    | 1        | 747 888 |
| 7.  | Thomas Brøndbo     | «Det vart en storm» | Rolf Mokkelbost                                    | Svein Gundersen                                    |          |         |
| 8.  | Tone Damli Aaberge | «Butterflies»       | Tone Damli Aaberge y Mats Lie Skåre                | David Eriksen                                      | 2        | 121 856 |

- Datos: Q2347477